# Pseudosinella paprivata
Pseudosinella paprivata is een springstaartensoort uit de familie van de Entomobryidae. De wetenschappelijke naam van de soort is voor het eerst geldig gepubliceerd in 1976 door Willem N. Ellis. De soort werd aangetroffen in Festos op Kreta en is 0,6 mm lang. 